# 지치부시
지치부시(일본어: 秩父市)는 일본 사이타마현 서부에 있는 시이다.
1950년에 발족한 지치부시와 지치부군(秩父郡) 요시다정(吉田町), 아라카와촌(荒川村), 오타키촌(大滝村) 등이 2005년 4월 1일에 통합하여 새로운 지치부시가 발족했다. 이 통합으로 사이타마현에서 가장 면적이 큰 자치단체가 되었다.

## 지리
군마현, 나가노현, 야마나시현, 도쿄도와 경계를 접하고 그 주변은 오쿠지치부 산지(奥秩父山地)라는 평균 고도 해발 1,000~2,000m의 산지를 이루고 있다. 중심부는 분지이고 아라카와강을 중심으로 시가지가 형성되어 있다. 남동부에 있는 부코산(武甲山)에서는 석회암이 산출된다.
꽃 명소인 히쓰지야마 공원(羊山公園), 매년 12월 3일에 열리는 "지치부 밤 축제" 등 관광 자원이 많은 도시이다.

### 인접한 자치체
- 사이타마현
  - 고다마군
    - 가미카와정

  - 지치부군
    - 나가토로정, 미나노정, 오가노정, 요코제정

  - 한노시
  - 히키군
    - 도키가와정
- 군마현
  - 다노군
    - 간나정, 우에노촌

  - 후지오카시
- 나가노현
  - 미나미사쿠군
    - 가와카미촌
- 도쿄도
  - 니시타마군
    - 오쿠타마정
- 야마나시현
  - 고슈시
  - 야마나시시
  - 기타쓰루군
    - 다바야마촌

### 기후
| 지치부시의 기후                                              | 지치부시의 기후 | 지치부시의 기후 | 지치부시의 기후 | 지치부시의 기후 | 지치부시의 기후 | 지치부시의 기후 | 지치부시의 기후 | 지치부시의 기후 | 지치부시의 기후 | 지치부시의 기후 | 지치부시의 기후 | 지치부시의 기후 | 지치부시의 기후 |
| 월                                                           | 1월             | 2월             | 3월             | 4월             | 5월             | 6월             | 7월             | 8월             | 9월             | 10월            | 11월            | 12월            | 연간            |
| ------------------------------------------------------------ | --------------- | --------------- | --------------- | --------------- | --------------- | --------------- | --------------- | --------------- | --------------- | --------------- | --------------- | --------------- | --------------- |
| 역대 최고 기온 °C (°F)                                       | 23.0 (73.4)     | 26.6 (79.9)     | 27.6 (81.7)     | 33.0 (91.4)     | 37.2 (99.0)     | 38.3 (100.9)    | 39.2 (102.6)    | 39.3 (102.7)    | 38.0 (100.4)    | 32.4 (90.3)     | 26.5 (79.7)     | 25.1 (77.2)     | 39.3 (102.7)    |
| 일평균 최고 기온 °C (°F)                                     | 8.9 (48.0)      | 10.0 (50.0)     | 13.5 (56.3)     | 19.1 (66.4)     | 23.8 (74.8)     | 26.0 (78.8)     | 29.8 (85.6)     | 31.0 (87.8)     | 26.4 (79.5)     | 20.8 (69.4)     | 15.9 (60.6)     | 11.2 (52.2)     | 19.7 (67.5)     |
| 일일 평균 기온 °C (°F)                                       | 1.8 (35.2)      | 3.0 (37.4)      | 6.6 (43.9)      | 12.2 (54.0)     | 17.3 (63.1)     | 20.8 (69.4)     | 24.6 (76.3)     | 25.5 (77.9)     | 21.5 (70.7)     | 15.5 (59.9)     | 9.2 (48.6)      | 4.0 (39.2)      | 13.5 (56.3)     |
| 일평균 최저 기온 °C (°F)                                     | −3.8 (25.2)     | −2.9 (26.8)     | 0.7 (33.3)      | 5.9 (42.6)      | 11.5 (52.7)     | 16.5 (61.7)     | 20.6 (69.1)     | 21.5 (70.7)     | 17.7 (63.9)     | 11.3 (52.3)     | 4.0 (39.2)      | −1.6 (29.1)     | 8.5 (47.2)      |
| 역대 최저 기온 °C (°F)                                       | −15.8 (3.6)     | −14.4 (6.1)     | −12.5 (9.5)     | −5.4 (22.3)     | −0.9 (30.4)     | 4.4 (39.9)      | 9.1 (48.4)      | 10.8 (51.4)     | 6.1 (43.0)      | −0.9 (30.4)     | −6.5 (20.3)     | −11.7 (10.9)    | −15.8 (3.6)     |
| 평균 강수량 mm (인치)                                        | 40.3 (1.59)     | 30.8 (1.21)     | 69.0 (2.72)     | 88.0 (3.46)     | 102.4 (4.03)    | 145.4 (5.72)    | 192.0 (7.56)    | 188.4 (7.42)    | 236.7 (9.32)    | 204.1 (8.04)    | 47.5 (1.87)     | 30.7 (1.21)     | 1,375.3 (54.15) |
| 평균 강설량 cm (인치)                                        | 15 (5.9)        | 12 (4.7)        | 6 (2.4)         | 1 (0.4)         | 0 (0)           | 0 (0)           | 0 (0)           | 0 (0)           | 0 (0)           | 0 (0)           | 0 (0)           | 2 (0.8)         | 36 (14)         |
| 평균 강수일수 (≥ 1.0 mm)                                     | 3.3             | 3.8             | 7.6             | 7.6             | 9.1             | 12.0            | 13.2            | 10.6            | 11.5            | 8.9             | 5.2             | 3.5             | 96.3            |
| 평균 강설일수 (≥ 3 cm)                                       | 2.0             | 1.6             | 1.3             | 0.2             | 0               | 0               | 0               | 0               | 0               | 0               | 0               | 0.3             | 5.4             |
| 평균 상대 습도 (%)                                           | 64              | 62              | 64              | 67              | 71              | 79              | 81              | 80              | 83              | 82              | 79              | 71              | 74              |
| 평균 월간 일조시간                                           | 205.5           | 193.1           | 189.7           | 186.3           | 179.5           | 123.0           | 133.4           | 152.4           | 113.6           | 128.7           | 163.7           | 192.3           | 1,968.1         |
| 출처: 일본 기상청 (평년값: 1991년~2020년, 극값: 1926년~현재) |                 |                 |                 |                 |                 |                 |                 |                 |                 |                 |                 |                 |                 |

## 역사
도시는 지치부 신사 주변의 읍내이자 군의 시장으로 발전하였다. 시의 예전 이름은 오미야("큰 신사")로 이곳의 신사에서 유래하였다. 그것은 히카와 신사가 있는 사이타마시 오미야구와 일치하는 이름이다.
708년에 이 지역에 화동(정련할 필요가 없는 자연동)이 발견되어 조정에 헌상되었다. 이를 겐메이 천황이 통치하기 시작한 첫 달을 환영하는 사건으로 생각하여 와도(화동)라는 연호를 사용하였다. 1884년에 자유민권운동의 영향을 받아 빈농들이 지치부 사건으로 불리는 폭동을 일으켰다. 결과로 7명이 처형당하고 4,000명이 넘게 처벌받아 일본 역사상 최대 규모의 민중 봉기로 여겨진다.
- 1889년 4월 1일 - 오미야정이 성립하였다.
- 1916년 1월 1일 - 오미야정이 지치부정으로 개칭하였다.
- 1950년 4월 1일 - 지치부정이 시로 승격하여 지치부시가 되었다.
- 2005년 4월 1일 - 지치부군 요시다정, 아라카와정, 오타키정을 합병하였다.

## 교통

### 도로
- 국도 140호선
- 국도 299호선

### 철도
- 세이부 철도 지치부선
  - 세이부 지치부역
- 지치부 철도 지치부 본선
  - 와도쿠로야역 - 오노하라역 - 지치부역 - 오하나바타케역 - 가게모리역 - 우라야마구치역 - 부슈나카가와역 - 부슈히노역 - 시로쿠역 - 미쓰미네구치역

## 인구
|                                              | |
| 지치부시의 전국의 연령별 인구 분포（2005년） | 지치부시의 연령·남녀별 인구 분포（2005년）                                                                                |
| ■자주색 ― 지치부시 ■녹색 ― 일본전국          | ■파랑색 ― 남자 ■빨간색 ― 여자                                                                                             |
| · 지치부시（에 해당되는 지역）의 인구추이    | |
| 일본 총무성 통계국 국세조사 결과             | |
|                                              | 이 그래프는 더 이상 지원되지 않는 레거시 그래프 확장 기능을 사용하고 있습니다. 새로운 차트 확장 기능으로 변환해야 합니다. |

## 자매 도시
- 미국 캘리포니아주 앤티옥 - 1967년 9월 16일
- 대한민국 강원특별자치도 강릉시 - 1983년 2월 16일
- 일본 도쿄도 도시마구 - 1983년 10월 14일
- 중국 산시성 린펀시 - 1988년 10월 7일
- 오스트레일리아 뉴사우스웨일스주 워링거 - 1996년 4월 26일
- 일본 야마구치현 산요오노다시 - 1996년 5월 20일

## 주요 인물
- 후지와라 다쓰야(藤原 竜也)